# Adélaïde von Frankreich

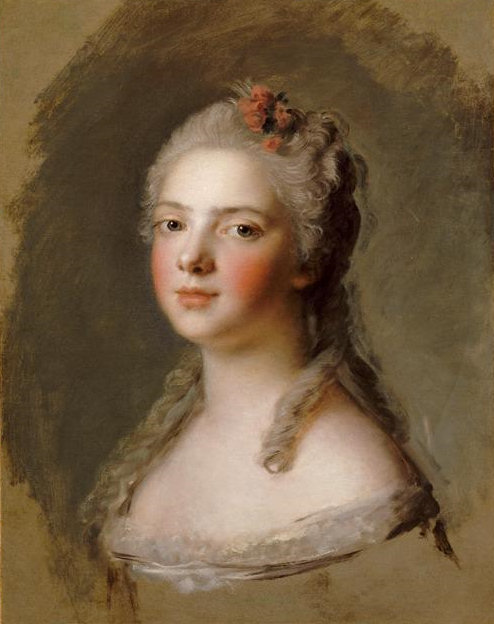
Marie Adélaïde von Frankreich,
von Jean-Marc Nattier, 1750

Marie Adélaide de Bourbon, genannt Madame Adélaïde (* 23. März 1732 in Versailles; † 27. Februar 1800 in Triest), war Prinzessin von Frankreich und Navarra.

## Leben
Marie Adélaide war die vierte Tochter und das sechste Kind König Ludwigs XV. von Frankreich und seiner polnischen Gemahlin Maria Leszczynska. Sie war die Ururenkelin des Sonnenkönigs Ludwig XIV. Ursprünglich bekannt als „Madame Quatrième“, bis zum Tod ihrer älteren Schwester Marie Louise (1728–1733). Danach nannte man sie „Madame Troisième“ und später Madame Adélaide.

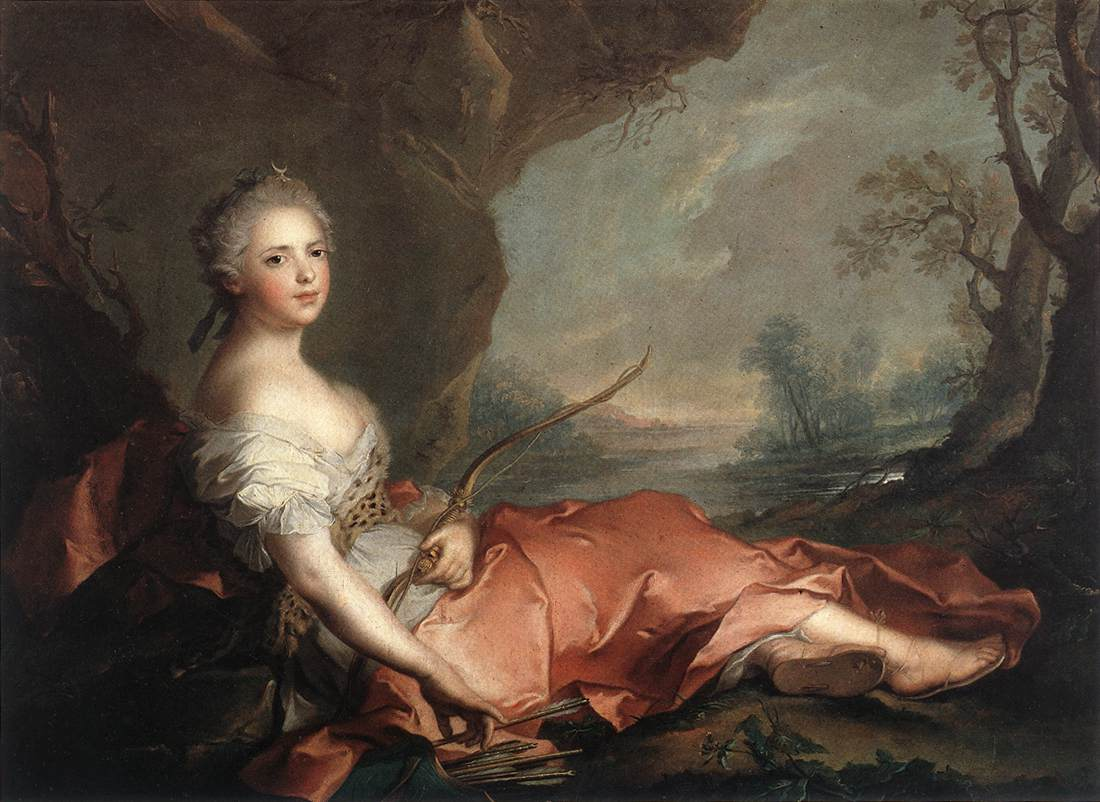
Prinzessin Marie Adélaïde als Diana,
von Jean-Marc Nattier, 1745

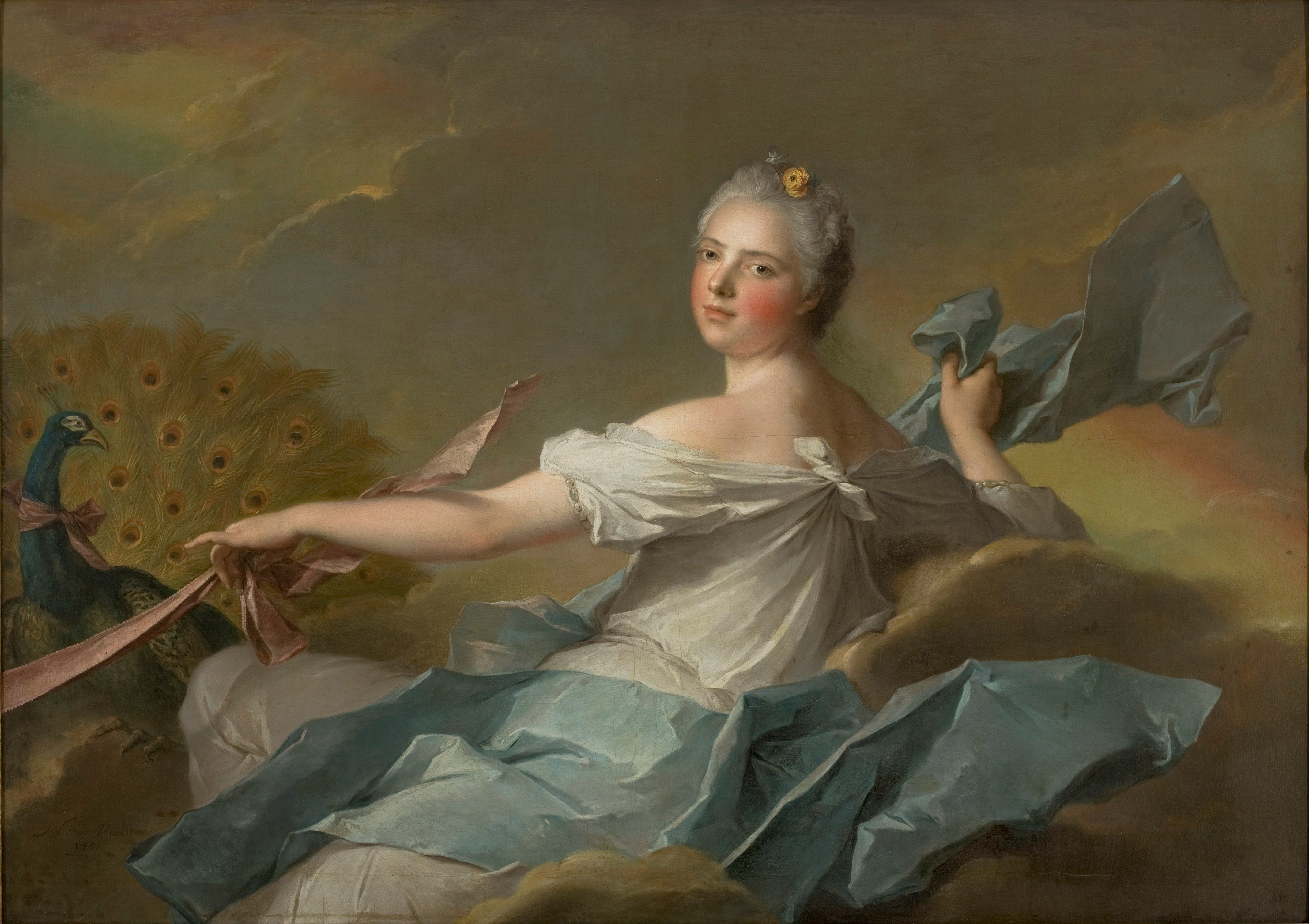
Madame Adélaïde – Die Luft,
von Jean-Marc Nattier, 1751

Adélaide erwies sich schon seit frühester Jugend als sehr selbstbewusst und dickköpfig. Als Ludwig XV. 1738 sie und ihre jüngeren Schwestern auf Rat des Kardinals Fleury aus Kostengründen in der Abtei Fontevrault erziehen lassen wollte, brach die sechsjährige Prinzessin in Tränen aus, warf sich ihrem Vater vor die Knie und flehte ihn an, sie nicht wegzuschicken. Zutiefst gerührt, durfte sie in Versailles bei ihrer Familie bleiben, während ihre Schwestern Victoire, Sophie, Therese Felizitas und Louise Marie bis 1748 bzw. 1750 in Fontevrault aufwuchsen. Adélaide besaß einen ausgeprägten Patriotismus, der sich mehr und mehr zu einer Art Nationalismus entwickeln sollte. Ihr Hass gegen Frankreichs Erbfeinde England und Österreich blieb zeit ihres Lebens grenzenlos und sie betrachtete ihre Heimat als größte und schönste Nation der Welt. So wurde sie mit elf Jahren dabei erwischt, wie sie mit 13 Louisdors in der Tasche, die sie beim Kartenspiel gegen ihre Mutter gewonnen hatte, auf einem Esel nachts Versailles verlassen wollte. Als man sie nach ihrem Vorhaben fragte, antwortete sie: „Ich fahre nach England, um mit den Lords zu schlafen, was sie sicher als Ehre aufnehmen werden, und dann schlage ich ihnen die Köpfe ab, um sie Papa zu bringen“.
Sie galt als so stolz und eitel, dass sie sämtliche Heiratsanträge ablehnte, sogar die von Prinzen aus regierenden Dynastien, obwohl sie laut einem Zeitzeugen alle Eigenschaften besäße, um einen Mann glücklich zu machen. Doch in ihren Augen war ihr kein Prinz vom Rang ebenbürtig. Sie lebte daher wie ihre Schwestern unverheiratet in Versailles. Ihre Eitelkeit beruhte aber auch auf ihrer großen Schönheit. Der Ruf, eine der attraktivsten Frauen bei Hofe zu sein, eilte ihr voraus, ebenso ihre hohe Intelligenz. So sprach sie nicht nur fließend Italienisch und Englisch, sondern war auch eine hervorragende Mathematikerin und fertigte selbst Serviettenringe und Uhren an. Zudem hatte sie eine besondere Vorliebe für Hunde. Doch ihre größte Leidenschaft galt der Musik. Wie ihre übrigen Geschwister hatte sie das Talent und die Liebe dafür von ihrer Mutter geerbt. Sie spielte fast sämtliche Instrumente: Von der Violine, dem Cello, der Orgel, dem Cembalo bis hin zur Maultrommel und dem Waldhorn. Um dieser Neigung nachzugehen, ließ sie sich nur für diesen Zweck 1753 ein eigenes Musikzimmer einrichten. Zusammen mit ihren Geschwistern unterhielt sie auch ein Kammerorchester, das bedeutende und berühmte Konzerte bei Hofe veranstaltete.
Ludwig XV. liebte seine Töchter über alles. Durch sie wurde seine Leidenschaft zum Sticken geweckt und er kochte sogar für sie Kaffee. Außerdem besuchte er sie täglich, spielte mit ihnen Karten oder ging mit ihnen auf die Jagd. Seine besondere Liebe galt Adélaide, von der er geradezu vergöttert wurde. Nach dem Tod ihrer älteren Schwestern Anne Henriette und Marie Louise Élisabeth 1752 bzw. 1759 avancierte sie zu seiner Lieblingstochter. So saß sie bei öffentlicher Tafel immer zu seiner rechten Seite und war darauf erpicht, mit dem Titel „Madame, älteste Tochter des Königs“, angesprochen zu werden. Der Alltag Adélaides war von Repräsentationsaufgaben und ihren musischen Interessen geprägt, doch begann sie bald wegen ihres ledigen Zustandes altjüngferlich und melancholisch zu werden. Um diese innere Leere zu füllen, begann sie wie ihre Schwestern übermäßig viel zu essen. Ihre Schränke waren vollgestopft mit Schinken, Käse, Wurst, Brot, Kuchen und Wein. Zudem verabscheute sie die Strenge der Etikette. So trugen die Töchter des Königs in ihren Privatgemächern weder Reifrock noch Korsett.

## Leben am Hof

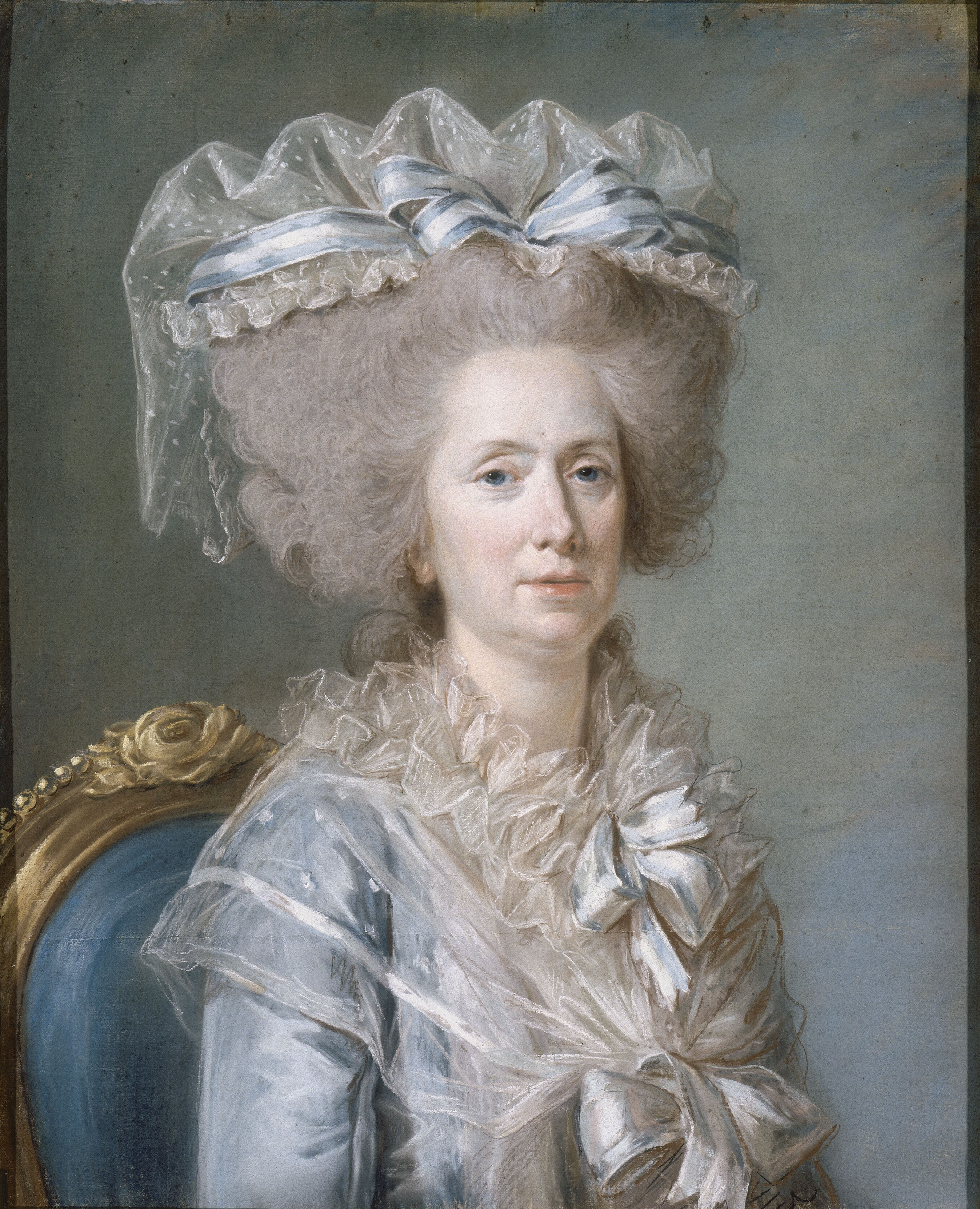
Marie Adélaïde von Frankreich,
von Adélaïde Labille-Guiard, 1787

Das Leben am Hof von Versailles wurde von den Mätressen des Königs geprägt, besonders von Madame de Pompadour und Madame du Barry. Ihre Mutter und ihre Geschwister bildeten eine konservativ-christliche Partei am Hofe von Versailles, die sich der Macht der Mätressen widersetzte. Adélaide hatte nämlich von Maria Leszczyńska nicht nur ihre geistigen Fähigkeiten geerbt, sondern auch die tiefe Frömmigkeit und tugendhaften Ansichten eines anständigen Lebens. So bezeichnete sie Madame Pompadour nur abfällig als „Maman Putain“ (Dirnenmutter). Trotz der Bemühungen der Mätresse, ein freundschaftliches Verhältnis zu den Töchtern des Königs aufzubauen, blieb dieses gespannt.
Adélaide versuchte, Einfluss auf die Staatsgeschäfte zu nehmen. So intrigierte sie gegen ihren größten Feind, den Herzog von Choiseul, Frankreichs Außenminister und Günstling der Madame de Pompadour. Doch obwohl sie die Lieblingstochter des Königs war, blieb ihre politische Rolle bedeutungslos.
Im Laufe der Jahre wurden Adélaide und ihre Schwestern immer mürrischer und betrübter. Aus der einstigen Schönheit war eine alte Matrone geworden und wegen ihres arroganten und konservativen Wesens waren die Töchter des Königs nun sehr unbeliebt bei der Hofgesellschaft, die sie hinter ihrem Rücken als alte Jungfern verspotteten. Sogar ihr Vater soll Adélaide manchmal als „alten Fetzen“ bezeichnet haben. Ihre Schwestern Victoire und Sophie blieben ihre einzigen Bezugspersonen. Da diese nicht annähernd so intelligent waren wie Adélaide, war es ihr ein Leichtes, diesen ihren Willen aufzuzwingen. Sie wurde der führende Kopf dieser Clique. Doch trotz ihrer negativen Eigenschaften erwies sie sich als liebevolle Ersatzmutter: Nach dem Tod ihres Bruders und dessen Ehefrau 1765 bzw. 1767, mit denen sie ein stets freundschaftliches Verhältnis gepflegt hatte, kümmerten sie und ihre Schwestern sich aufopfernd um ihre verwaisten Neffen und Nichten. Diese durften in den Gemächern ihrer Tanten wie ganz normale Kinder spielen, wild herumtollen und Sachen kaputtmachen. Adélaide sollte eine besonders intensive Beziehung zu ihrem ältesten Neffen aufbauen, dem späteren König Ludwig XVI. Ihr Einfluss auf diesen blieb lange Zeit bestehen und sie versuchte, ihn nach ihren Ansichten eines moralisch einwandfreien Lebens zu erziehen.

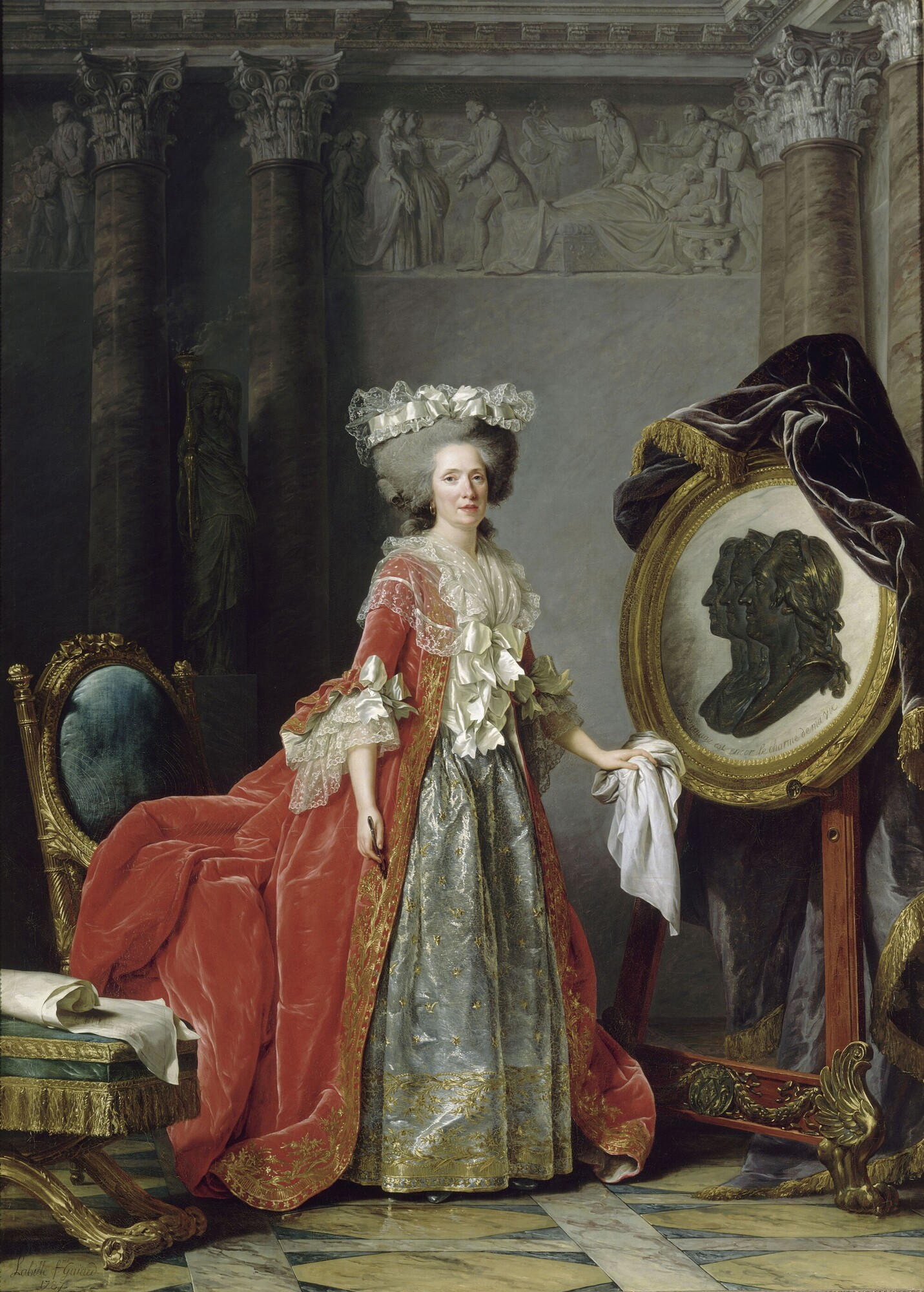
Marie Adélaïde von Frankreich,
von Adélaïde Labille-Guiard, 1787

1768 starb ihre Mutter und Adélaïde stieg nun den Rang nach zur ersten Dame Frankreichs auf. 1768 entstand auch eine Porträtbüste von Jean Antoine Houdon. Hiermit erreichte sie den Gipfel ihrer Macht, hatte sie doch nun wichtige Repräsentationsaufgaben zu erfüllen. Doch sie wurde schon 1770 wieder in die zweite Reihe gedrängt, denn der Dauphin und spätere König Ludwig XVI. wurde am 16. Mai in diesem Jahr mit der österreichischen Erzherzogin Marie-Antoinette verheiratet, um den Frieden zwischen den ehemaligen Feinden Frankreich und Österreich zu garantieren. Adélaide verabscheute anfangs die junge und unschuldige Dauphine wegen ihrer Abstammung als Habsburgerin. Sie nannte diese nur verächtlich „l’Autrichienne“, „die Österreicherin“. Doch erkannte sie sofort die kindliche Naivität der 14-Jährigen und versuchte sich diese für ihre Absichten zu Nutze zu machen. Zum Schein ließen sie und ihre Schwestern sich auf eine Freundschaft mit ihr ein und wurden ihre einzigen Bezugspersonen am kalten Hofe von Versailles. Sie isolierten die völlig ahnungslose Dauphine vom Rest der Hofgesellschaft und fädelten sie geschickt in ihr Intrigennetz gegen Madame du Barry, der Mätresse ihres Vaters, ein. Adélaide hasste diese wegen ihrer Herkunft aus dem Pariser Rotlichtmilieu und versuchte sie vom Hofe zu entfernen. Daher übertrug sie diesen Hass auch auf Marie-Antoinette, die sich mit ihren Tanten ständig über die Mätresse des Königs lustig machte und sich standhaft weigerte, diese zu beachten. Die daraus resultierende Rivalität zwischen der Dauphine und der Madame du Barry sollte nun für vier Jahre das Leben bei Hofe bestimmen.
Ende April 1774 erkrankte Ludwig XV. an den Pocken. Wegen der hohen Ansteckungsgefahr war es den Mitgliedern der königlichen Familie nicht gestattet, sich dem Krankenzimmer des Königs zu nähern. Lediglich Adélaide und ihre jüngste Schwester, die Karmelitin Marie Louise, durften ihren im Sterben liegenden Vater pflegen. Liebevoll versuchte sie, den von ihr Angebeteten von seinen Schmerzen zu lindern, doch er starb am 10. Mai 1774. Adélaide und ihre Schwestern zogen sich nun in die private Atmosphäre ihrer Appartements zurück, nachdem ihr Einfluss auf Ludwig XVI. und Marie-Antoinette nachgelassen hatte.

## Revolution und Flucht
Nach dem Ausbruch der Französischen Revolution und der Überführung der königlichen Familie nach Paris 1789 musste Adélaide Schloss Versailles verlassen, sie nahm zusammen mit ihrer Schwester Victoire das Château de Bellevue, das einstige Lustschloss von Madame de Pompadour, als Wohnsitz. Aus Sicherheitsgründen sahen sich die beiden gezwungen, am 20. Februar 1791 nach Italien zu fliehen. Dort besuchten sie in Turin ihre Nichte Marie Clothilde und ließen sich 1799 in Triest nieder, wo sie unter ärmlichen finanziellen Verhältnissen lebten. Im selben Jahr starb Victoire und Adélaide sah sich nun ihrer einzigen Gefährtin beraubt. Ein Jahr danach starb auch sie als letztes Kind Ludwigs XV. Sie wurde später unter der Regierung des französischen Königs Ludwig XVIII. in der Basilika Saint-Denis beigesetzt.

## Ahnentafel
| Ahnentafel Madame Adélaïde                   | Ahnentafel Madame Adélaïde                                                       | Ahnentafel Madame Adélaïde                                                       | Ahnentafel Madame Adélaïde                                      | Ahnentafel Madame Adélaïde                                      | Ahnentafel Madame Adélaïde                                              | Ahnentafel Madame Adélaïde                                              | Ahnentafel Madame Adélaïde                                         | Ahnentafel Madame Adélaïde                                         |
| -------------------------------------------- | -------------------------------------------------------------------------------- | -------------------------------------------------------------------------------- | --------------------------------------------------------------- | --------------------------------------------------------------- | ----------------------------------------------------------------------- | ----------------------------------------------------------------------- | ------------------------------------------------------------------ | ------------------------------------------------------------------ |
| Urgroßeltern                                 | Louis de Bourbon, duc de Bourgogne (1661–1711) Maria Anna von Bayern (1660–1690) | Louis de Bourbon, duc de Bourgogne (1661–1711) Maria Anna von Bayern (1660–1690) | Viktor Amadeus II. (1666–1732) Anne Marie d’Orléans (1669–1728) | Viktor Amadeus II. (1666–1732) Anne Marie d’Orléans (1669–1728) | Jan Karol Opaliński (1642–1695) Zofia Czarnkowska Opalińska (1660–1701) | Jan Karol Opaliński (1642–1695) Zofia Czarnkowska Opalińska (1660–1701) | Rafał Leszczyński (1650–1703) Anna Leszczyńska (1660–1727)         | Rafał Leszczyński (1650–1703) Anna Leszczyńska (1660–1727)         |
| Großeltern                                   | Ludwig von Burgund Maria Adelaide von Savoyen (1685–1712)                        | Ludwig von Burgund Maria Adelaide von Savoyen (1685–1712)                        | Ludwig von Burgund Maria Adelaide von Savoyen (1685–1712)       | Ludwig von Burgund Maria Adelaide von Savoyen (1685–1712)       | Stanislaus Leszczyński (1677–1766) Katharina Opalińska (1680–1747)      | Stanislaus Leszczyński (1677–1766) Katharina Opalińska (1680–1747)      | Stanislaus Leszczyński (1677–1766) Katharina Opalińska (1680–1747) | Stanislaus Leszczyński (1677–1766) Katharina Opalińska (1680–1747) |
| Eltern                                       | Ludwig XV. (1710–1774) Maria Leszczynska (1703–1768)                             | Ludwig XV. (1710–1774) Maria Leszczynska (1703–1768)                             | Ludwig XV. (1710–1774) Maria Leszczynska (1703–1768)            | Ludwig XV. (1710–1774) Maria Leszczynska (1703–1768)            | Ludwig XV. (1710–1774) Maria Leszczynska (1703–1768)                    | Ludwig XV. (1710–1774) Maria Leszczynska (1703–1768)                    | Ludwig XV. (1710–1774) Maria Leszczynska (1703–1768)               | Ludwig XV. (1710–1774) Maria Leszczynska (1703–1768)               |
| Madame Marie Adélaïde de Bourbon (1732–1800) |                                                                                  |                                                                                  |                                                                 |                                                                 |                                                                         |                                                                         |                                                                    |                                                                    |